# Équipe d'Irlande du Nord masculine de volley-ball
L'équipe d'Irlande du Nord de volley-ball est composée de joueurs nord-irlandais sélectionnés par la Fédération nord-irlandaise de volley-ball. Elle est actuellement classée au 118e rang de la Fédération internationale de volley-ball (octobre 2015).
L'équipe d'Irlande du Nord n'a jamais remporté de compétition internationale.
L'équipe est qualifiée pour le deuxième tour des qualifications européennes du championnat du monde de volley-ball masculin 2018. L'Irlande du Nord se retrouve dans le groupe F qui se déroule en mai 2017 en République tchèque.